# Salix cupularis
Salix cupularis är en videväxtart som beskrevs av Alfred Rehder. Salix cupularis ingår i släktet viden, och familjen videväxter. Utöver nominatformen finns också underarten S. c. acutifolia.